# Unterfranken
Baixa Francònia (en alemany: Unterfranken) és una de les set regions administratives de l'Estat d'Alemanya de Baviera. La seva capital es Würzburg. Té una superfície de 8.530,99 km² i uns 1.330.000 habitants (2008).
Unterfranken limita al sud amb Baden-Württemberg, a l'oest amb Hessen, a l'est amb la Francònia Mitjana i al nord amb Turíngia i l'Alta Francònia.
Les aigües del riu Main, travessen la Baixa Francònia i per això la regió, abans de la Segona Guerra Mundial s'anomenava Mainfranken o Francònia del Main.

## Divisió administrativa
La regió de la Baixa Francònia està dividida en tres Regierungsbezirk (Kreisfreie Städte) i nou districtes rurals (Landkreise):

### Ciutats-districte

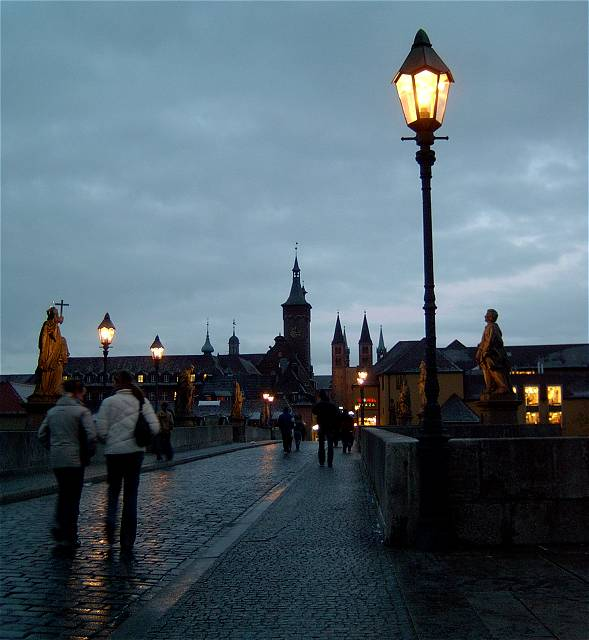
Pont sobre el Main a Würzburg.

1. Aschaffenburg
2. Schweinfurt
3. Würzburg

### Districtes rurals
1. Districte d'Aschaffenburg
2. Districte de Bad Kissingen
3. Districte de Haßberge
4. Districte de Kitzingen
5. Districte de Main-Spessart
6. Districte de Miltenberg
7. Districte de Rhön-Grabfeld
8. Districte de Schweinfurt
9. Districte de Würzburg

| - Landkreis Alzenau - Landkreis Aschaffenburg - Landkreis Bad Brückenau - Landkreis Bad Kissingen - Landkreis Bad Neustadt an der Saale - Landkreis Ebern - Landkreis Gemünden - Landkreis Gerolzhofen - Landkreis Hammelburg - Landkreis Haßfurt - Landkreis Hofheim | - Landkreis Karlstadt - Landkreis Kitzingen - Landkreis Königshofen im Grabfeld - Landkreis Lohr - Landkreis Marktheidenfeld - Landkreis Mellrichstadt - Landkreis Miltenberg - Landkreis Obernburg - Landkreis Ochsenfurt - Landkreis Schweinfurt - Landkreis Würzburg |

### Presidents de la regió
| - 1814-1817: Maximilian Freiherr von Lerchenfeld - 1817-1825: Franz-Wilhelm Freiherr von Asbeck - 1826-1832: Max Freiherr von Zu-Rhein - 1832: Karl Freiherr von Stengel - 1833-1837: August Graf von Rechberg und Rothenlöwen - 1837: Ferdinand Freiherr von Andrian-Werburg - 1838-1840: Philipp Graf von Lerchenfeld - 1840-1849: Leopold Graf Fugger von Glött - 1849-1868: Friedrich Freiherr von Zu-Rhein - 1868-1901: Friedrich Graf von Luxburg Comte de Luxburg Príncep de Carolath-Beuthen i Príncep de Schoenaich-Carolath - 1901-1907: Ludwig von Kobell - 1907-1913: Karl Ritter von Müller - 1913-1916: Friedrich Ritter von Brettreich | - 1917-1929: Julius Ritter von Henle - 1929-1933: Bruno Günder - 1945: Adam Stegerwald - 1945-1946: Jean Stock - 1946-1950: Adolf Körner - 1950-1952: Karl Kihn - 1952-1960: Josef Hölzl - 1960-1968: Heinz Günder - 1968-1974: Robert Meixner - 1975-1984: Philipp Meyer - 1984-2000: Franz Vogt - 2000-hoy: Paul Beinhofer |